# Aeromóvel de Canoas
O Aeromóvel de Canoas foi uma linha de Aeromóvel que foi parcialmente construída na cidade de Canoas, no Rio Grande do Sul, mas que foi cancelado antes de entrar em operação comercial. O projeto previa duas linhas, com um total de 18 quilômetros e 26 estações, em veículos com velocidade máxima de 65km/h.
Em 2009, a prefeitura estudava a criação de um corredor de ônibus entre os bairros de Guajuviras e Mathias Velho. Naquele ano, estava sendo implantado o Aeromóvel do Aeroporto de Porto Alegre, e cogitou-se utilizar a tecnologia Aeromóvel na cidade. Em 2012, a prefeitura e a Trensurb assinaram termo de cooperação e intenção para a construção, ao qual o passo seguinte seria um estudo de viabilidade. No ano seguinte, o Ministério das Cidades do Governo Federal promete recursos da união para o projeto, no valor de R$ 272 milhões. Finalmente, em 2014 a prefeitura iniciaria assinaria com o governo federal a construção do projeto, no valor total de R$ 287 milhões, sendo R$ 15 milhões recursos municipais e o restante financiado junto a Caixa Econômica Federal.

## Obras
O trecho inicial e que chegou a ter obras iniciadas, Linha 1 - Mathias Velho ↔ Guajuviras, teria 4,6km de extensão e 7 estações, e ligaria a Estação Mathias Velho da Trensurb até a Brigada Militar no bairro de Guajuviras, percorrendo o trajeto em 9 minutos. A Prefeitura de Canoas assinou contrato com a Aeromovel Brasil (hoje AEROM) em fevereiro de 2015. O primeiro dos veículos, fabricado pela Marcopolo com chassis Rondon chegou a ser exposto em um evento em 2017 e à população canoense em 2021.
Em 2016 foi lançado um edital para a construção da via dupla que passaria ao longo das avenidas Boqueirão e 17 de Abril, ao qual 7 empresas mandaram propostas, sendo 6 nacionais e 1 internacional. A escolhida no certame foi a China Railway First Group. Foram adquiridos equipamentos elétricos (turboventiladores) com a empresa Somax e 860 toneladas de trilhos da fabricante espanhola Arcelor. A rede aérea (postes de energia) foram realocados do canteiro central para as calçadas laterais das avenidas. Naquele ano, os prazos de implantação previstos eram de operação experimental (testes) de agosto de 2017 a agosto de 2018, operação assistida de setembro a dezembro daquele ano, e operação comercial a partir de janeiro de 2019. Foram feitas ainda obras na rede de água e o primeiro dos seis veículos estava em fase final de montagem. Ainda naquele ano, o então prefeito eleito se declarou contra o projeto e disse que tinha a intenção de cancelá-lo por não acreditar na sua viabilidade econômica.
Em 2017 o novo prefeito suspendeu a construção do sistema e o licitaria para construção e operação pela iniciativa privada no final daquele ano. No ano seguinte, a prefeitura receberia parecer da Fundação Estadual de Planejamento Metropolitano e Regional (Metroplan) e suspenderia o projeto por tempo indeterminado, alocando os recursos disponíveis do empréstimo para outras soluções de mobilidade, como corredores de ônibus e ciclovias.

## Disputa Judicial
Em 2018 a Prefeitura de Canoas anulou os contratos com a Aeromóvel Brasil S.A. (hoje Aerom) e exigiu a devolução de cerca de R$ 100 milhões de reais. A empresa entrou com ação judicial contestando a anulação dos contratos e a devolução dos valores, e teve decisão favorável da justiça estadual no ano seguinte.

## Projeto
O segundo trecho do projeto, de 4,8km e 7 estações, ligaria a estação Mathias Velho ao final da Av. Rio Grande do Sul. Já o terceiro trecho, do cruzamento das avenidas Farroupilha e Boqueirão, no Igara, até a Praça do Avião, no Centro. No total, o projeto contemplava duas linhas: a primeira, também chamada de Leste ↔ Oeste, teria 12km e 17 estações; a segunda, Norte ↔ Centro, ligando a Ulbra ao Centro da cidade, teria 6km e 9 estações.
Em detalhes, de acordo com o projeto divulgado as duas linhas seriam (estações que seriam construídas na primeira fase marcadas em negrito):
| Linha Oeste-Leste                     | Linha Norte-Centro |
| ------------------------------------- | ------------------ |
| Rio Grande do Sul                     |                    |
| Thiago Würth                          |                    |
| Tereza Francescutti                   |                    |
| FAS? (ilegível)                       |                    |
| Praça Rio Grande                      |                    |
| HPS                                   |                    |
| Bento Gonçalves                       | Ulbra              |
| Mathias Velho (Integração Transurb)   | Armando Fajardo    |
| Liberdade                             | IGA? (ilegível)    |
| Farroupilha (Integração entre linhas) |                    |
| Acuçena                               | Aurora             |
| UPA                                   | CAC? (ilegível)    |
| Guajuviras                            | Inconfidência      |
| Brigada                               | Vitor Barreto      |
| Drummond de Andrade                   | Praça do Avião     |
| 17 de Abril                           |                    |

## Retomada
Em 2021, a nova gestão municipal ventilava a ideia de retomar o projeto. Em 2023 o projeto foi inscrito no Programa de Aceleração do Crescimento (PAC) do Governo Federal, afim de receber novo financiamento para permitir a continuidade do projeto.
Após análise do governo federal, o projeto não foi contemplado pelo PAC.